# Municipio de San Juan de los Lagos
El municipio de San Juan de los Lagos es uno de los 125 municipios en que se encuentra dividido el estado mexicano de Jalisco. Se encuentra en el noreste del estado, en la región conocida como los Altos de Jalisco y su cabecera municipal es la ciudad de San Juan de los Lagos, uno de los centros de peregrinación religiosa más importantes de México. Era parte del Departamento de Aguascalientes. Es parte de la macrorregión del Bajío.

## Geografía
El municipio de San Juan de los Lagos se localiza en el extremo noreste de Jalisco, en la región Altos Norte, siendo sus coordenadas extremas 21°5′ - 21°25′ de latitud norte y 102°7′ - 102°30′ de longitud oeste; y a una altura que fluctúa entre un máximo de 2000 y un mínimo de 1700 metros sobre el nivel del mar. Tiene una extensión territorial de 849.975 kilómetros cuadrados que equivalen al 1.08% de la superficie estatal.
El territorio municipal limita al norte con el municipio de Encarnación de Díaz, al este con el municipio de Lagos de Moreno y con el municipio de Unión de San Antonio, al sur con el municipio de San Julián y con el municipio de San Miguel el Alto, al suroeste y oeste con el municipio de Jalostotitlán y al noroeste con el municipio de Teocaltiche.

## Demografía
De acuerdo a los resultados del Censo de Población y Vivienda de 2010 realizado por el Instituto Nacional de Estadística y Geografía, la población total del municipio de San Juan de los Lagos asciende a 65 219 personas. La densidad poblacional es de 25.97 habitantes por kilómetro cuadrado.

### Localidades
En el censo de 2020 el municipio de San Juan de los Lagos contaba con 260 localidades.
| Código INEGI      | Localidad                 | Población (2020) |
| ----------------- | ------------------------- | ---------------- |
| 140730001         | San Juan de los Lagos     | 53 539           |
| 140730221         | Santa Cecilia             | 4 189            |
| 140730296         | Mezquitic de la Magdalena | 2 023            |
| 140730441         | La Calera                 | 1 017            |
| Otras localidades | Otras localidades         | 11 462           |
| Total municipal   | Total municipal           | 72 230           |

## Política

### Representación legislativa
Para la elección de diputados locales al Congreso de Jalisco y de diputados federales a la Cámara de Diputados federal, el municipio de San Juan de los Lagos se encuentra integrado en los siguientes distritos electorales:
Local:
- Distrito electoral local de 2 de Jalisco con cabecera en Lagos de Moreno.[10]

Federal:
- Distrito electoral federal 2 de Jalisco con cabecera en Lagos de Moreno.[11]

### Presidentes municipales
| Presidente municipal               | Período               | Partido político | Notas                              |
| Francisco L. Reynoso Pérez         | 1914                  |                  |                                    |
| J. Miguel Zermeño Sánchez          | 1915                  |                  |                                    |
| Manuel Jasso                       | 1915                  |                  |                                    |
| R. Machaiy                         | 1915                  |                  |                                    |
| J. M. Vázquez del Mercado          | 1915                  |                  |                                    |
| Demetrio Hernández Soria           | 1915                  |                  |                                    |
| Francisco Padilla y Padilla        | 1915                  |                  |                                    |
| G. Ulloa                           | 1915                  |                  |                                    |
| Pascasio Muñoz Padilla             | 1915                  |                  |                                    |
| Manuel Montero Romo                | 1915–1916             |                  |                                    |
| José Sixto Pérez Alba              | 1916                  |                  |                                    |
| Salvador González Romo             | 1916–1918             |                  |                                    |
| J. Trinidad Zenón de la Torre      | 1918                  |                  |                                    |
| José Manuel T. Romo                | 1918                  |                  |                                    |
| J. Trinidad Zenón de la Torre      | 1918                  |                  |                                    |
| J. Jesús Padilla González          | 1918–1919             |                  |                                    |
| Salvador González Romo             | 1919                  |                  |                                    |
| Francisco E. Romo González         | 1919                  |                  |                                    |
| Salvador González Romo             | 1919                  |                  |                                    |
| Francisco E. Romo González         | 1919                  |                  |                                    |
| Salvador González Romo             | 1919                  |                  |                                    |
| Francisco E. Romo González         | 1919                  |                  |                                    |
| Salvador González Romo             | 1919                  |                  |                                    |
| Francisco E. Romo González         | 1919                  |                  |                                    |
| J. Trinidad de la Torre de Alba    | 1920                  |                  |                                    |
| Manuel de J. Zermeño Sánchez       | 1920–1921             |                  |                                    |
| José Abundio de Alba Jiménez       | 1921                  |                  |                                    |
| Manuel de J. Zermeño Sánchez       | 1921                  |                  |                                    |
| José Abundio de Alba Jiménez       | 1921                  |                  |                                    |
| Francisco L. Reynoso Pérez         | 1921                  |                  |                                    |
| J. Jesús Padilla González          | 1921                  |                  |                                    |
| Roberto A. Padilla                 | 1921                  |                  |                                    |
| Daniel Macías Muñoz                | 1921                  |                  |                                    |
| Reinaldo de Alba Jiménez           | 1921                  |                  |                                    |
| Daniel Macías Muñoz                | 1921                  |                  |                                    |
| Ezequiel de Alba                   | 1922                  |                  |                                    |
| J. Trinidad Zenón de la Torre      | 1922                  |                  |                                    |
| J. Jesús Padilla González          | 1922                  |                  |                                    |
| J. Trinidad Zenón de la Torre      | 1922                  |                  |                                    |
| Francisco E. Romo González         | 1922                  |                  |                                    |
| J. Trinidad Zenón de la Torre      | 1922                  |                  |                                    |
| Francisco E. Romo González         | 1922                  |                  |                                    |
| J. Trinidad Zenón de la Torre      | 1922                  |                  |                                    |
| Francisco E. Romo González         | 1922                  |                  |                                    |
| J. Trinidad Zenón de la Torre      | 1922                  |                  |                                    |
| Francisco E. Romo González         | 1922                  |                  |                                    |
| J. Trinidad Zenón de la Torre      | 1922                  |                  |                                    |
| Francisco E. Romo González         | 1922                  |                  |                                    |
| J. Trinidad Zenón de la Torre      | 1922–1923             |                  |                                    |
| Salvador González Romo             | 1923                  |                  |                                    |
| Bulmaro Ibarra                     | 1923                  |                  |                                    |
| Salvador González Romo             | 1923                  |                  |                                    |
| Bulmaro Ibarra                     | 1923                  |                  |                                    |
| Salvador González Romo             | 1923                  |                  |                                    |
| Bulmaro Ibarra                     | 1923                  |                  |                                    |
| Salvador González Romo             | 1923                  |                  |                                    |
| Bulmaro Ibarra                     | 1923                  |                  |                                    |
| Salvador González Romo             | 1923                  |                  |                                    |
| Bulmaro Ibarra                     | 1923–1924             |                  |                                    |
| Ezequiel de Alba                   | 1924                  |                  |                                    |
| J. Jesús González Montoya          | 1924                  |                  |                                    |
| Ezequiel de Alba                   | 1925                  |                  |                                    |
| Pascual Martín Jiménez             | 1925                  |                  |                                    |
| Ezequiel de Alba                   | 1925–1926             |                  |                                    |
| José Benedicto González R.         | 1926                  |                  |                                    |
| Susano Castañeda                   | 1926                  |                  |                                    |
| José Leónides Padilla P.           | 1926                  |                  |                                    |
| Pablo Esqueda Campos               | 1926                  |                  |                                    |
| José Benedicto González R.         | 1926                  |                  |                                    |
| Pablo Esqueda Campos               | 1926–1927             |                  |                                    |
| José Benedicto González R.         | 1927                  |                  |                                    |
| José Sixto Pérez Alba              | 1927                  |                  |                                    |
| Silverio López                     | 1927–1928             |                  |                                    |
| J. Refugio Paredes Sánchez         | 1928                  |                  |                                    |
| Silverio López                     | 1928                  |                  |                                    |
| J. Jesús Padilla González          | 1928                  |                  |                                    |
| José Rougón González               | 1928                  |                  |                                    |
| J. Jesús Padilla González          | 1928–1929             |                  |                                    |
| Jesús María Escoto Padilla         | 1929                  |                  |                                    |
| J. Jesús Padilla González          | 1929                  |                  |                                    |
| Francisco L. Reynoso Pérez         | 1929                  | PNR              |                                    |
| J. Trinidad Zenón de la Torre      | 1930                  | PNR              |                                    |
| José Sixto Pérez Alba              | 1930                  | PNR              |                                    |
| J. Trinidad Zenón de la Torre      | 1930                  | PNR              |                                    |
| José Sixto Pérez Alba              | 1930                  | PNR              |                                    |
| J. Trinidad Zenón de la Torre      | 1930                  | PNR              |                                    |
| José Sixto Pérez Alba              | 1930                  | PNR              |                                    |
| J. Trinidad Zenón de la Torre      | 1930                  | PNR              |                                    |
| José Sixto Pérez Alba              | 1930                  | PNR              |                                    |
| J. Trinidad Zenón de la Torre      | 1930                  | PNR              |                                    |
| José Sixto Pérez Alba              | 1930                  | PNR              |                                    |
| J. Trinidad Zenón de la Torre      | 1930                  | PNR              |                                    |
| José Sixto Pérez Alba              | 1930                  | PNR              |                                    |
| J. Trinidad Zenón de la Torre      | 1930                  | PNR              |                                    |
| José Sixto Pérez Alba              | 1930                  | PNR              |                                    |
| J. Trinidad Zenón de la Torre      | 1930                  | PNR              |                                    |
| J. Martín Reynoso Sánchez          | 1931                  | PNR              |                                    |
| José Rougón González               | 1931                  | PNR              |                                    |
| J. Martín Reynoso Sánchez          | 1931                  | PNR              |                                    |
| Luis de Alba Luna                  | 1931                  | PNR              |                                    |
| Telesforo Macías Muñoz             | 1932                  | PNR              |                                    |
| Pedro de Anda Muñoz                | 1932                  | PNR              |                                    |
| Telesforo Macías Muñoz             | 1932                  | PNR              |                                    |
| Pedro de Anda Muñoz                | 1932                  | PNR              |                                    |
| Telesforo Macías Muñoz             | 1932                  | PNR              |                                    |
| Pedro de Anda Muñoz                | 1932                  | PNR              |                                    |
| Telesforo Macías Muñoz             | 1932–1933             | PNR              |                                    |
| Pedro de Anda Muñoz                | 1933                  | PNR              |                                    |
| Telesforo Macías Muñoz             | 1933                  | PNR              |                                    |
| Pedro de Anda Muñoz                | 1933                  | PNR              |                                    |
| Telesforo Macías Muñoz             | 1933                  | PNR              |                                    |
| Pedro de Anda Muñoz                | 1933                  | PNR              |                                    |
| Telesforo Macías Muñoz             | 1933                  | PNR              |                                    |
| Luis G. Gutiérrez                  | 1934                  | PNR              |                                    |
| Rafael Pérez de León               | 1934                  | PNR              |                                    |
| Luis G. Gutiérrez                  | 1934                  | PNR              |                                    |
| Rafael Pérez de León               | 1934                  | PNR              |                                    |
| Luis G. Gutiérrez                  | 1934                  | PNR              |                                    |
| José Benedicto González Romo       | 1935                  | PNR              |                                    |
| Pablo Esqueda Campos               | 1935                  | PNR              |                                    |
| José Benedicto González Romo       | 1935                  | PNR              |                                    |
| Pablo Esqueda Campos               | 1935                  | PNR              |                                    |
| José Benedicto González Romo       | 1935                  | PNR              |                                    |
| Pablo Esqueda Campos               | 1936                  | PNR              |                                    |
| José Benedicto González Romo       | 1936                  | PNR              |                                    |
| Jesús María Escoto Padilla         | 1937                  | PNR              |                                    |
| Pastor Padilla González            | 1937                  | PNR              |                                    |
| Rafael Pérez de León               | 1938                  | PNR              |                                    |
| Salvador de Alba Flores            | 1938                  | PNR              |                                    |
| Rafael Pérez de León               | 1938                  | PRM              |                                    |
| Salvador de Alba Flores            | 1938                  | PRM              |                                    |
| Rafael Pérez de León               | 1938–1939             | PRM              |                                    |
| Ramón Paredes Sánchez              | 1939                  | PRM              |                                    |
| Rafael Pérez de León               | 1939                  | PRM              |                                    |
| Ramón Paredes Sánchez              | 1940                  | PRM              |                                    |
| Enrique González Barba             | 1941                  | PRM              |                                    |
| Pablo Esqueda Campos               | 1942                  | PRM              |                                    |
| José Leónides Padilla P.           | 1943–1944             | PRM              |                                    |
| Juan Macías Gutiérrez              | 1945–1946             | PRM              |                                    |
| Rafael Pérez de León               | 1947                  | PRI              |                                    |
| Miguel Gallardo Martín             | 1947                  | PRI              |                                    |
| Rafael Pérez de León               | 1947–1948             | PRI              |                                    |
| Álvaro Padilla Campos              | 1948                  | PRI              |                                    |
| Rafael Pérez de León               | 1948                  | PRI              |                                    |
| Pablo Esqueda Campos               | 1949–1952             | PRI              |                                    |
| José Alfonso de la Torre de Alba   | 01-01-1953–31-12-1955 | PRI              |                                    |
| José Ma. Romo Carbajal             | 01-01-1956–31-12-1958 | PRI              |                                    |
| Francisco Gutiérrez Herrera        | 01-01-1959–31-12-1961 | PRI              |                                    |
| Gabriel Pérez de León              | 01-01-1962–31-12-1964 | PRI              |                                    |
| Javier de la Torre de Alba         | 01-01-1965–31-12-1967 | PRI              |                                    |
| Marcelino Romo de Anda             | 01-01-1968–31-12-1970 | PRI              |                                    |
| Noel Pérez de Anda                 | 01-01-1971–31-12-1973 | PRI              |                                    |
| Augusto Pérez Padilla              | 01-01-1974–31-12-1976 | PRI              |                                    |
| Raúl Martín Martín                 | 01-01-1977–31-12-1979 | PRI              |                                    |
| Rafael Pérez de Anda               | 1980–1982             | PRI              |                                    |
| José de Jesús García Cuéllar       | 1983–1985             | PRI              |                                    |
| Juan Enrique Leal Palos            | 1986                  |                  |                                    |
| Eduardo Palacios Barba             | 1986–1988             |                  | Presidente del Concejo Municipal   |
| Juan Ruiz García                   | 1989–1992             | PRI              |                                    |
| Miguel Macías de Rueda             | 1992–1995             | PAN              |                                    |
| Leocadio Macías Muñoz              | 1995–1997             | PRI              |                                    |
| Moisés Loza García                 | 01-01-1998–31-12-2000 | PAN              |                                    |
| Vicente García Campos              | 01-01-2001–2003       | PVEM             |                                    |
| Miguel Reyes Martín                | 2003                  | PVEM             | Interino                           |
| Vicente García Campos              | 2003                  | PVEM             | Reasumió                           |
| Ismael de Jesús Gutiérrez Padilla  | 01-01-2004–31-12-2006 | PVEM             |                                    |
| Alejandro de Anda Lozano           | 01-01-2007–2009       | PAN              |                                    |
| Jair Alexander González Plascencia | 2009                  | PAN              | Interino                           |
| Alejandro de Anda Lozano           | 2009                  | PAN              | Reasumió                           |
| José Raúl de Alba Padilla          | 01-01-2010–2012       | PAN              |                                    |
| Francisco Javier Guzmán Loza       | 2012                  | PAN              | Interino                           |
| Heriberto Atilano González         | 01-10-2012–30-09-2015 | PRI PVEM         | Coalición "Compromiso por Jalisco" |
| Alejandro de Anda Lozano           | 01-10-2015–05-04-2018 | PAN              | Pidió licencia                     |
| Ángel Hernández Campos             | 05-04-2018–2018       | PAN              | Interino                           |
| Jesús Ubaldo Medina Briseño        | 01-10-2018–04-03-2021 | Panal            | Pidió licencia                     |
| Juan Pablo García Hernández        | 04-03-2021–2021       | Panal            | Interino                           |
| Alejandro de Anda Lozano           | 01-10-2021–           | PAN              |                                    |